# Мансурова (деревня)
Мансурова — деревня в Кунашакском районе Челябинской области. Входит в состав Халитовского сельского поселения. 

## География
Расположена в северо-восточной части района. Расстояние до районного центра, Кунашака, 33 км.

## История
Деревня основана салзаутскими башкирами после 1742 году

## Население
| 2002 | 2010 |
| ---- | ---- |
| 218  | ↘191 |

(в 1970 — 365, в 1995 — 212)

## Улицы
- Дальняя улица
- Лесная улица
- Медвежья улица
- Молодежная улица
- Новая улица
- Солнечный переулок